# Bigamia en España

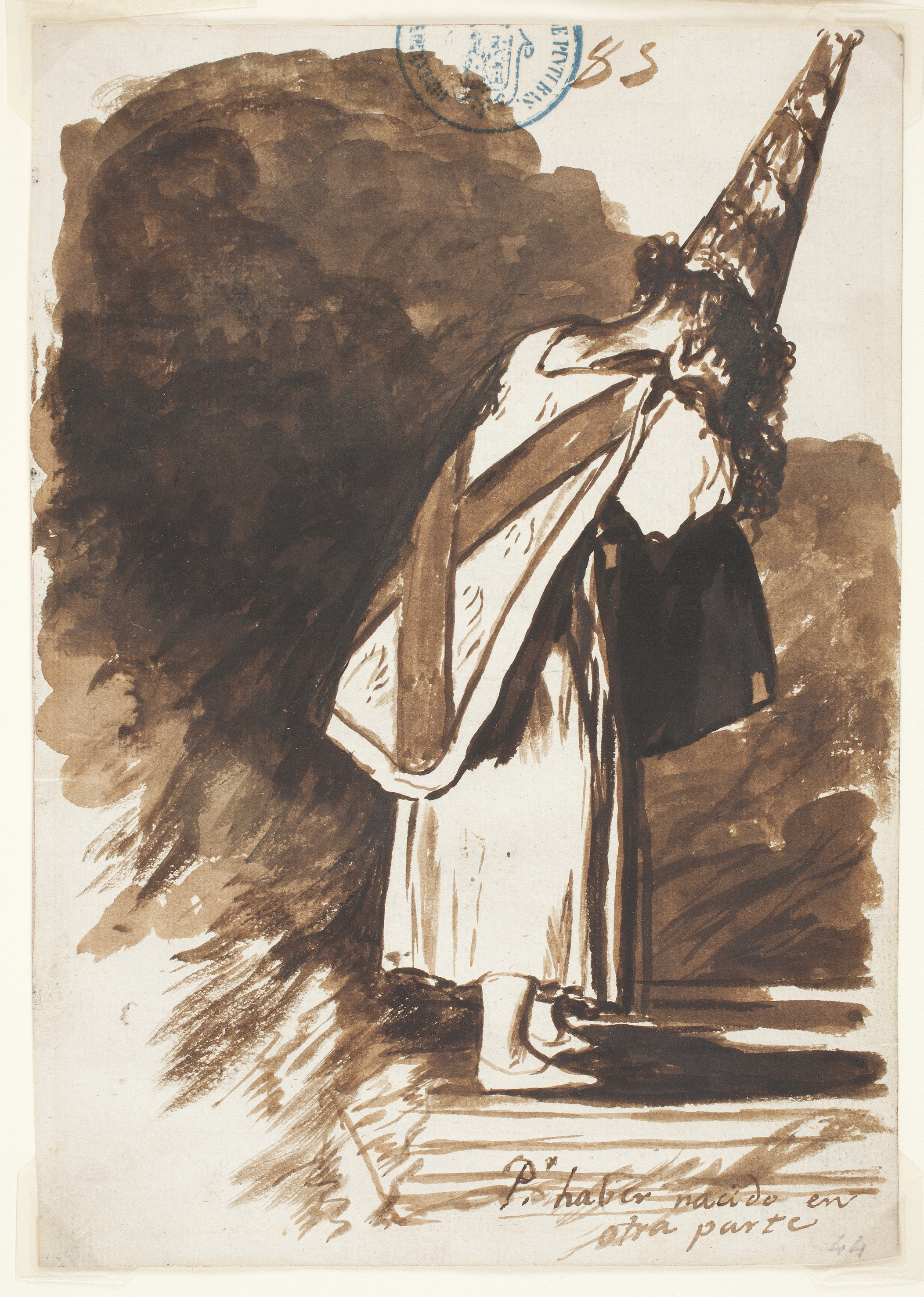
Los condenados por bigamia por la Inquisición española eran obligados a llevar una coroza y un sambenito marcado con una cruz en aspa.

La bigamia en España es un delito cuya tipificación y castigo aparece por primera vez en el Fuero Juzgo medieval y que ha sido recogido por todos los códigos jurídicos posteriores hasta nuestros días. Henry Kamen ha señalado que en los siglos XV al XVIII "la bigamia era sorprendentemente frecuente, quizá porque en una sociedad que no permitía el divorcio representaba una alternativa para los matrimonios insatisfactorios". Joseph Pérez afirma que en muchos casos, "se trata de personas que están separadas de su cónyuge desde hace muchos años: un hombre obligado a abandonar su pueblo por razones diversas, una mujer cuyo marido se marchó y no ha vuelto; se casan de nuevo esperando que la cosa pase inadvertida".

## Historia

### Edad Media: Corona de Castilla
En el Fuero Juzgo y en el Fuero Real la bigamia se equipara al adulterio y de esta forma pasa a Las Partidas. Se entendía como un atentado a la fidelidad matrimonial y se incluía como el adulterio entre los “delicta carnis”.
En la ley 6 del Título 2 del Fuero Juzgo se decía:

Ninguna mujer se case con otro marido, cuando el suyo no está en la tierra, hasta que sepa de cierto si el suyo es muerto. Otrosí lo debe saber aquel que quiere casar con ella; y si no lo hicieren y se ayuntasen y después viniese el primer marido, pueda este venderlos o hacer de ellos lo que quisiere

En la ley 2 del título 4 se especificaba que si había concertado el matrimonio y se habían dado "las arras como es costumbre, y ante testigos, y después la esposa cometiese adulterio o se desposase o casase con otro marido"

ella y el adúltero o el otro marido o esposo, sean entregados al primer esposo por siervos con todas sus cosas

En la ley 2 del título 6 se estipulaba:

[…]El marido que obligase a la mujer a hacer escritura de separación la dejare sin escritura y se casare con otra, debe recibir doscientos azotes y ser señalado afrentosamente y desterrado para siempre; y el príncipe darle por siervo a quien quisiere. La mujer que se case con él sabiendo que es casado, debe ser puesta en poder de la primera mujer para que haga de ella lo que quiera menos matarla. […] Si alguna mujer con ayuda del príncipe o de algún hombre, o por engaño quisiere separarse de su marido y casarse con otro sea restituida a poder del primer marido y sufra en sí y sus bienes la pena que arriba se dijo respecto del marido, observándose esto mismo con el hombre que case con esposa o mujer ajena como va expresado. […]

En la ley 8 del título 9 de la Partida 4 se decía:

Si alguno que fuese casado marchase de su tierra para ir en hueste o romería, o a algún lugar lejano, y sucediese que tardara mucho en volver, de manera que algunos hiciesen creer a la mujer que había muerto, y este luego se casase con otro, en este caso la mujer no podría ser acusada de adulterio aunque viviese el primer marido, por la escusa su ignorancia. Mas si después de casada con el segundo marido supiese ciertamente que vivía el primero, y sin embargo permaneciese con aquel o se juntase a él casualmente, esto probado, bien la podrían acusar…

La ley 16, título 17, de la Partida 7 castigaba con el "destierro a una por cinco años y perder los bienes que tenga en el lugar de su delito para el engañado y para la Cámara por mitad a falta de hijos y nietos" a:

Cualquiera que casare  a sabiendas pendiente su primer matrimonio, o estando desposado por palabras de presente lo niegue y case con otra o lo oculte y consienta o haa que su esposa case con otro ignorante de ello.

### Monarquía Hispánica (siglosXVI-XVII)
La ley 8 (promulgada por Carlos I en 1518) estipulaba

Porque muchos malos hombres se atreven a casar dos veces, y siendo el delito tan grave se frecuenta mucho por no ser la pena condigna; por ende mandamos que las nuestras justicias tengan especial cuidado de la punición y castigo de los que parecieren culpados y les impongan y ejecuten en ellos las penas establecidas por derecho y leyes de estos reinos; y declaramos que la pena de destierro de cinco años a una isla, de que habla la ley de la Partida (16, tít. 17, Part. 7) sea y se entienda para nuestras galeras…

En el siglo XVI la bigamia se estaba extendiendo y se plantea la necesidad de imponer penas más severas. 1544 la ciudad de Guadalajara da instrucciones a sus procuradores en Cortes para que pidan mayores sanciones a los bígamos. Eso es lo que piden las Cortes de Castilla reunidas en Valladolid en 1548. Así durante el reinado de Felipe II se generaliza la imposición de la pena de galeras para los condenados por este delito. La ley 9 (promulgada por Felipe II en 1586) de la Novísima Recopilación decía

Mandamos que la pena que está puesta por las de nuestros reinos contra los que se casan dos veces, en caso que se les había de imponer pena corporal y señal, se conmute en vergüenza pública y diez años de servicio de galeras.

Los tribunales encargados de juzgar los delitos de bigamia eran los seculares y los eclesiásticos, pero a mediados del siglo XVI la Inquisición empezó a ocuparse de este delito (al igual que de la blasfemia y de la solicitación). Según Henry Kamen, la intervención de la Inquisición se enmarca dentro de la campaña del Santo oficio en torno de la vida sexual y en apoyo de la doctrina del Concilio de Trento sobre la santidad del matrimonio, en la que también estaban participando los obispos, mediante iniciativas como la del obispo de Barcelona, que ordenó que no se dieran licencias de matrimonio sin que antes los futuros cónyuges no hubieran sido instruidos en materia religiosa, o como la de otros obispos que promulgaron decretos contra la práctica usual de los jóvenes de vivir juntos en cuanto se habían prometido sin esperar a estar casados, basándose en la creencia muy difundida, incluso dentro del clero, de que la "simple fornicación" (es decir, la relación sexual voluntaria entre dos adultos solteros) no era pecado.
La intervención de la Inquisición suscitó muchas protestas de diversas instituciones, como las Cortes de los Estados de la Corona de Aragón, que argumentaban que la bigamia no era una herejía por lo que quedaba fuera de su jurisdicción, pero el Santo Oficio replicó diciendo que ese delito despreciaba la santidad del matrimonio por lo que podía considerarse como una herejía. Así en las instrucciones del inquisidor general Fernando de Valdés de 1561 se incluye la bigamia como un delito de herejía.
Sin embargo, la Inquisición durante los siglos XVI y XVII la consideró un delito menor y sólo alrededor del 5% de los casos juzgados por ella eran por bigamia. El castigo más frecuente que aplicó la Inquisición, según Henry Kamen, fue el de cinco años de galeras, que era una pena más leve que la que solían dictar los tribunales seculares, aunque Joseph Pérez afirma que la mayoría de los bígamos fueron condenados a tres años de galeras, lo que constituía una pena severa. "Ningún otro delito, excepto la herejía propiamente dicha, fue tan duramente sancionado".

### Reformismo borbónico (sigloXVIII)
Carlos III estableció en 1777 que los delitos de bigamia serían juzgados por los tribunales reales, cuando el bígamo lesionara los intereses del cónyuge, y por los tribunales episcopales, si había dudas sobre la validez del matrimonio. La Inquisición quedaba excluida excepto si aportaba pruebas de que los acusados de bigamia habían mantenido una conducta intencionadamente herética.
La Ley 10 (promulgada por Carlos III en 1770) de la Novísima Recopilación decía:

Declaro que las causas contra soldados por casados dos veces tocan privativamente a la jurisdicción real ordinaria que ejerce el juzgado de la Auditoría de Guerra en los que por Reales Ordenanzas están sujetos a él; y manda prevenir al inquisidor general que advierta a los inquisidores, que en los casos que ocurran de eta naturaleza observen las leyes del reino; que no embaracen a las justicias reales el conocimiento de estos delitos que según ellas les corresponde, y que se contengan en el uso de sus facultades

### Edad Contemporánea (siglosXIXyXX)
En el Proyecto del Código Penal de 1822 el artículo que se ocupaba de la bigamia formaba parte del Título V “Delitos contra las buenas costumbres”:

cualquiera que contrajere nuevo matrimonio, sabiendo no estar disuelto otro a que se hallaba ligado, incurre en delito de bigamia, y sufrirá la pena de 5 a 8 años de obras públicas. Será además castigado con la pena de estuprador con arreglo al capítulo quinto, título primero de la segunda parte, si por este medio abusare deshonestamente de una muger [sic] honrada, engañándola con la apariencia de matrimonio; sin perjuicio también de la pena que merezca según el título quinto de esta primera parte, si para ello se hubiera valido o hecho uso de documentos falsos

El Código Penal reformado de 1850 incluía el delito de bigamia en el Título XII "Delitos contra el estado civil de las personas":

Art. 395. El que contrajere segundo o ulterior matrimonio sin hallarse legítimamente disuelto el anterior, será castigado con la pena de prisión mayor.

Art. 404. En todos los casos de este capítulo, el contrayente doloso será condenado a dotar según su posibilidad a la mujer que hubiese contraído matrimonio de buena fe.

En el Código Penal de 1870, el artículo referido a la bigamia estaba dentro del Título XI, "Delitos contra el estado civil de las personas", y reproducía exactamente lo establecido en el Código Penal reformado de 1850. El Código Penal de 1928, aprobado por la Dictadura de Primo de Rivera. lo situaba bajo el mismo Título, pero definía el delito de forma más precisa, considerando el canónico como el "matrimonio perfecto", e imponía la pena de uno a cuatro años de prisión:

Será castigado con la pena de uno a cuatro años de prisión. 1º)- el que en España o el español que en el extranjero contrajere segundo o ulterior matrimonio sin hallarse legítimamente disuelto el anterior. Para estos efectos se reputará matrimonio perfecto el canónico. 2º)- el que contrajere matrimonio estando ordenado in sacris o ligado con voto solemne de castidad. 3º)- el que a sabiendas contrajere matrimonio con persona comprendida en alguno de los dos números anteriores. 4º)- el que, con algún otro impedimento no dispensable no previsto especialmente en este Código, contrajere matrimonio

El Código Penal de 1932, aprobado por la Segunda República Española, impuso la pena de prisión menor, "al que celebrare segundo o ulterior matrimonio sin hallarse legítimamente disuelto el anterior", pero protegió exclusivamente el matrimonio civil. La dictadura franquista abolió la ley del matrimonio civil republicana y únicamente reconoció el matrimonio canónico. Así el Código penal de 1944, en su artículo 471 se establecía que “contraer segundo o ulterior matrimonio sin hallarse legítimamente disuelto el anterior, será castigado con la pena de prisión menor”.

## El delito de bigamia en la actualidad
El Código Penal actual (Ley Orgánica 10/1995, de 23 de noviembre, del Código Penal) se ocupa de la bigamia en el artículo 217, incluido en el Título XII "Delitos contra las relaciones familiares":

El que contrajere segundo o ulterior matrimonio, a sabiendas de que subsiste legalmente el anterior, será castigado con la pena de prisión de seis meses a un año